# Elecciones departamentales y municipales de Uruguay de 2015
Las elecciones departamentales y municipales de 2015 en Uruguay se celebraron el domingo 10 de mayo, en los 19 departamentos del país. En cada departamento se eligió al intendente (primera figura del ejecutivo departamental) y 31 ediles; y un alcalde y 4 concejales por cada uno de los municipios. En todo el país se eligieron 19 intendentes, 589 ediles, 112 alcaldes y 448 concejales.

## Generalidades
El proceso electoral 2014-2015 se inicia con las elecciones internas de junio de 2014. El panorama en este nivel es siempre complejo y muy diverso; es la segunda ocasión en la que se elijan simultáneamente las autoridades de las intendencias y de los municipios (creados poco antes de la anterior elección en 2009).
Los comicios en materia departamental y municipal se celebran por separado desde el año 2000 (a diferencia de todas las anteriores elecciones, en que coincidían todos los comicios el mismo día). Con el paso del tiempo, van ganando importancia, como también van creciendo la visibilidad y el prestigio de numerosos líderes políticos regionales y locales. Entre otros, los alcaldes locales surgen como nuevos líderes con proyección y capacidad de competir con otros caudillos que parecían instalados.
El Partido Colorado y el Partido Nacional exploraron la posibilidad de formar un lema accidental para disputar las elecciones departamentales en Montevideo, donde el Frente Amplio reúne aproximadamente la mitad de las intenciones de voto y los partidos tradicionales la otra mitad. Por su parte, el Frente Amplio está experimentando el fenómeno cada vez más fuerte del caudillismo local, algo impensable hace apenas dos décadas.

## Elecciones por departamento
Hubo 8 intendentes impedidos de volver a postularse, lo cual estimuló la competencia.
Además, se llegó a esta instancia electoral con cinco años de funcionamiento del sistema de alcaldías, lo que abrió nuevos frentes. En particular, algunos departamentos prevén crear más municipios.

### Artigas

#### Desarrollo
La intendenta frenteamplista Patricia Ayala decide aspirar a un segundo periodo; si bien recibe numerosos cuestionamientos, también de su propia fuerza política.
El Frente Amplio compite para mantener el gobierno departamental con 3 candidatos, el Partido Nacional y el Partido Colorado van con dos candidatos cada uno.
Finalmente el Partido Nacional resultó elegido con un total de 24966 votos, representando el 49.89% del total de votos. En la interna nacionalista se impuso Pablo Caram, por lo que será el próximo intendente del departamento.

#### Candidatos
| Elecciones municipales Artigas |                                                                               |                  |
| Candidato                      | Suplentes                                                                     | Partido          |
| Patricia Ayala                 | Lidio Rosamel Paniagua, Ruben Rodríguez, María Moraes, Gustavo Menezes        | Frente Amplio    |
| Silvio Ríos                    | José Luis González, Leandro dos Santos, Mirian Souza, María Cristina Ballejos | Frente Amplio    |
| Carlos Maceda                  | Margarita Toledo, Carlos Alvez, Olga Pedron, Angélica Cantos                  | Frente Amplio    |
| Pablo Caram                    | Beltrán Vázquez, Luis García, Valentina dos Santos, Noel Farías               | Partido Nacional |
| Julio Silveira                 | Abel Mello, Rodolfo Caram, Alejandra Paz, Federico Ferreira                   | Partido Nacional |
| Renato Sambucetti              | Sergio Viera, Silvia Cortazzo, Jorge Bastos, Luis Gonzalves                   | Partido Colorado |
| Carlos Signorelli              | Wilson Medina, Maria Soledad Riani, Silvio Cardozo, Carlos Julián Signorelli  | Partido Colorado |

#### Elección Municipal
En el municipio de Bella Unión resultó elegido Luis Carlos López del Frente Amplio.
En el municipio de Baltasar Brum resultó elegido Juan Carlos Martincorena del Partido Nacional.
Por el municipio de Tomás Gomensoro, resultó elegido Luis Eduardo Gutiérrez, también del Partido Nacional.

#### Encuestas de opinión
| Encuestas de opinión |                      | |                                                         |                                                                            |
| Fuente               | Fecha                | Resultados por partido | Resultados PN                                           | Resultados FA                                                              |
| Grupo Radar          | Publicada 05/05/2015 | Partido Nacional: 45%, Frente Amplio: 40%, Partido Colorado: 11%, en blanco o anulado: 1%, no sabe o no contesta: 3%        | Julio Silveira: 23%, Pablo Caram: 20%, indecisos PN: 2% | Silvio Ríos: 23%, Patricia Ayala: 13%, Carlos Maceda: 2%, indecisos FA: 2% |
| Grupo Radar          | Publicada 23/04/2015 | Partido Nacional: 40%, Frente Amplio: 37%, Partido Colorado: 17%, otros, en blanco o anulado: 3%, no sabe o no contesta: 3% | Julio Silveira: 25%, Pablo Caram: 12%, indecisos PN: 3% | Silvio Ríos: 19%, Patricia Ayala: 13%, Carlos Maceda: 2%, indecisos FA: 3% |

### Canelones

#### Desarrollo
El intendente frenteamplista Marcos Carámbula no puede ser reelecto, con lo que se abre un escenario abierto. 
El Frente Amplio presenta dos candidatos fuertes como lo son Yamandú Orsi y José Carlos Mahía. El Partido Nacional presenta dos candidatos, el Partido Colorado tres candidatos; mientras que el Partido Independiente, la Asamblea Popular y el Partido de los Trabajadores presenta un candidato cada uno.
Finalmente resulta nuevamente electo el Frente Amplio y Orsi será el próximo intendente.

#### Candidatos
| Elecciones municipales Canelones |                                                                          |                             |
| Candidato                        | Suplentes                                                                | Partido                     |
| Yamandú Orsi                     | Tabaré Costa, Marcelo Metediera, Valeria Rubinoo, Leticia Mazzini        | Frente Amplio               |
| José Carlos Mahía                | Gustavo Silva, Mariana Errandonea, Oscar Palacios, José Luis Devitta     | Frente Amplio               |
| Sebastián Andújar                | Amin Niffouri, Cristina Lamela, Américo Carrasco, Claudio Lamonaca       | Partido Nacional            |
| Roxana Corbran                   | Verónica Alonso, Daniel Peña Fernández, Alberto Perdomo, Álvaro Dastugue | Partido Nacional            |
| Diver Fernández                  | Natalio Gelbert, Carmelo Capozzoli, Nelly Arispe, Diego Tabarez          | Partido Colorado            |
| Jorge Alvear                     | Álvaro Berreta, Lilian Calandria, Pedro Arbío, Blanca Acosta             | Partido Colorado            |
| Marcelo Gioscia                  | Fernando Repetto, Daniela Barindelli, Daniel Issi, Viviana Peña          | Partido Colorado            |
| Daniel Radío                     | Mario Pittini, Eduardo Martelletti, Cristina Fagúndez, Oscar Almada      | Partido Independiente       |
| Milton Franco                    | Jorge Pérez, Lorena Casco, Mauro San Martín, Mario Lista                 | Unidad Popular              |
| Rogelio Rodríguez                | Carlos Apellaniz, Verónica Echaniz, Rodolfo García, Rubén Celhay         | Partido de los Trabajadores |

#### Elección municipal
Por el municipio de Ciudad de la Costa, resultó elegido del Frente Amplio Mario López.
En el municipio de 18 de mayo, fue elegido Nelson Alpuy del Frente Amplio.

#### Encuestas de opinión
| Encuestas de opinión |                      | |                                                               |                                                                 |
| Fuente               | Fecha                | Resultados por partido | Resultados FA                                                 | Resultados PN                                                   |
| Grupo Radar          | Publicada 04/05/2015 | Frente Amplio: 57%, Partido Nacional: 22%, Partido Colorado: 11%, Partido Independiente: 2%, Unidad Popular: 1%, en blanco o anulado: 5%, no sabe o no contesta: 2%               | Yamandú Orsi: 30%, José Carlos Mahía: 23%, Indecisos FA: 4%   | Sebastián Andujar: 14%, Roxana Corbran: 4%, Indecisos PN: 4%    |
| Interconsult         | Publicada 21/04/2015 | Frente Amplio: 46%, Partido Nacional: 19%, Partido Colorado: 9%, Partido Independiente: 2%, otros, en blanco o anulado: 10%, no sabe o no contesta: 14%                           | Yamandú Orsi: 38%, José Carlos Mahía: 11%                     | Sebastián Andujar: 15%, Roxana Corbran: 2%                      |
| Grupo Radar          | Publicada 14/04/2015 | Frente Amplio: 50.8%, Partido Nacional: 19.7%, Partido Colorado: 8.1%, Partido Independiente: 1.7%, Unidad Popular: 1.1%, en blanco o anulado: 6.8%, no sabe o no contesta: 11.8% | Yamandú Orsi: 25.9%, José Carlos Mahía: 17%, Indecisos FA: 8% | Sebastián Andujar: 9.8%, Roxana Corbran: 3.8%, Indecisos PN: 6% |
| Grupo Radar          | Publicada 06/03/2015 | Frente Amplio: 45%, Partido Nacional: 14%, Partido Colorado: 3%, Partido Independiente: 1%, Unidad Popular: 1%, en blanco o anulado: 8%, no sabe o no contesta: 27%               | Yamandú Orsi: 29%, José Carlos Mahía: 16%                     | Sebastián Andujar: 10%, Roxana Corbran: 4%                      |

### Cerro Largo

#### Desarrollo
El actual intendente nacionalista Sergio Botana, de Alianza Nacional, puede tener su segunda chance. También estarán compitiendo por el Partido Nacional Milton da Silva de Dignidad Nacional y Nelson Cuadrado del sector local "Águila Blanca del Cordobés".Tres candidatos a la Intendencia presentará el Partido Nacional en Cerro Largo
Por el Frente Amplio serán candidatos Alfredo Fratti por el Espacio 609, Yerú Pardiñas por el Partido Socialista y Pablo Guarino por el Frente Liber Seregni. Fueron proclamados los tres candidatos del Frente Amplio
Por el Partido Colorado la única candidata será la quincista Walkiria Olano.Walkiria Olano única candidata por el Partido Colorado.
En Unidad Popular el candidato será el Profesor Paul Saravia. La Convención de Unidad Popular en Cerro Largo ya designó el candidato a Intendente

#### Candidatos
| Elecciones municipales Cerro Largo |                                                                                |                  |
| Candidato                          | Suplentes                                                                      | Partido          |
| Yerú Pardiñas                      | Roberto Sartorio, Micaela Silvera, Luis Valentín Martínez, Ángel Soca          | Frente Amplio    |
| Luis Pablo Guarino                 | Leonardo Santos, Ivonne Lima, Geener Amaral, Adriana Cardani                   | Frente Amplio    |
| Luis Alfredo Fratti                | José Ignacio Olascuaga, José Manuel Rodríguez, María Inés Gil, Néstor Villalba | Frente Amplio    |
| Sergio Botana                      | Carlos Duarte, Carmen Tort, Ernesto Dehl, Federico Ricagni                     | Partido Nacional |
| Milton Da Silva                    | Miguel Rodríguez, Sara Mederos, Alejandro Bermúdez, Diego Vergara              | Partido Nacional |
| Nelson Cuadrado                    | Lucas Bejerez, Rosendo García, Santa Teresita Pírez, Américo Prieto            | Partido Nacional |
| Walkiria Olano                     | Amadea Ledesma, Mauricio Crosa, Sandra Buzo, José María Medeiros               | Partido Colorado |
| Paul Saravia                       | Luis Alberto Toral, María Isabel Arpí, Roberto Perdomo, Silvana Valverde       | Unidad Popular   |

#### Encuestas de opinión
| Encuestas de opinión |                      | |                                                                                |                                                                               |
| Fuente               | Fecha                | Resultados por partido | Resultados PN                                                                  | Resultados FA                                                                 |
| Agesor               | Publicada 07/05/2015 | Partido Nacional: 50%, Frente Amplio: 43%, Partido Colorado: 4%, Otros, en blanco o anulado: 2%, no sabe o no contesta: 1%              | Sergio Botana: 42%, Milton da Silva: 4%, Nelson Cuadrado: 1%, indecisos PN: 3% | Alfredo Fratti: 18%, Pablo Guarino: 11%, Yerú Pardiñas: 11%, indecisos FA: 3% |
| Grupo Radar          | Publicada 06/05/2015 | Frente Amplio: 47%, Partido Nacional: 45%, Partido Colorado: 5%, Unidad Popular: 0%, en blanco o anulado: 2%, no sabe o no contesta: 1% | Sergio Botana: 39%, Milton da Silva: 4%, Nelson Cuadrado: 1%, indecisos PN: 1% | Alfredo Fratti: 20%, Pablo Guarino: 13%, Yerú Pardiñas: 12%, indecisos FA: 2% |
| Interconsult         | Publicada 28/04/2015 | Partido Nacional: 44%, Frente Amplio: 33%, Partido Colorado: 3%, otros, en blanco o anulado: 4%, no sabe o no contesta: 16%             | Sergio Botana: 41%, Milton da Silva: 4%, Nelson Cuadrado: 1%                   | Alfredo Fratti: 21%, Yerú Pardiñas: 9%, Pablo Guarino: 8%                     |
| Grupo Radar          | Publicada 16/04/2015 | Partido Nacional: 45%, Frente Amplio: 44%, Partido Colorado: 2%, Unidad Popular: 1%, en blanco o anulado: 4%, no sabe o no contesta: 4% | Sergio Botana: 35%, Milton da Silva: 6%, Nelson Cuadrado: 2%, indecisos PN: 2% | Alfredo Fratti: 18%, Pablo Guarino: 12%, Yerú Pardiñas: 11%, indecisos FA: 2% |
| Opción Consultores   | Publicada 09/04/2015 | Partido Nacional: 47%, Frente Amplio: 35%, Partido Colorado: 5%, en blanco o anulado: 3%, no sabe o no contesta: 10%                    |                                                                                |                                                                               |

### Colonia

#### Desarrollo
El exintendente nacionalista Walter Zimmer, quien accedió al cargo en 2005, y nuevamente en 2010, no puede ser reelecto. Ricardo Planchón, Pablo Manitto, Miguel Asqueta y Richard Cáceres se presentan como candidatos por el Partido Nacional. También tiene aspiraciones el exintendente Carlos Moreira, de Alianza Nacional.
Dentro del Frente Amplio se presentan como candidatos el Esc. Luis Menoret Darío Brugman y el Dr. Jorge Mota. Y por el Partido Colorado se presentan como candidato Daniel Bianchi.

#### Candidatos
| Elecciones municipales Colonia |                                                                     |                  |
| Candidato                      | Suplentes                                                           | Partido          |
| Darío Brugman                  | Román Chipolini, Fernando Maddalena, Andrea Schunk, Hebert Marquez  | Frente Amplio    |
| Jorge Mota                     | Hugo Pareschi, Luis Menoret, Andrea Venosa, Nora González           | Frente Amplio    |
| Pablo Manitto                  | Andrés Passarino, María De Lima, Miguel Asqueta, Carlos Fodere      | Partido Nacional |
| Ricardo Planchón               | Eduardo Barale, Eduardo Chocho, Alejandra Torres, Feliciano Casero  | Partido Nacional |
| Carlos Moreira                 | Napoleón Gardiol, Claudia Maciel, Oscar Caceres, Richard Caceres    | Partido Nacional |
| Edgardo Rostan                 | Héctor Rodríguez, Estrella Artus, Ariel Batiste, Daniel Cerrutti    | Partido Colorado |
| Fernando Peña                  | Sady Ruben Martínez, María Alicia Arriola, Pedro Islas, Jorge Palma | Unidad Popular   |

#### Encuestas de opinión
| Encuestas de opinión |                      | |                                                                                 |                                                       |
| Fuente               | Fecha                | Resultados por partido | Resultados PN                                                                   | Resultados FA                                         |
| Agesor               | Publicada 07/05/2015 | Partido Nacional: 45%, Frente Amplio: 45%, Partido Colorado: 6%, Otros, en blanco o anulado: 2%, no sabe o no contesta: 2%              | Carlos Moreira: 24%, Pablo Manitto: 14%, Ricardo Planchón: 5%, Indecisos PN: 3% | Darío Brugman: 27%, Jorge Mota: 14%, Indecisos FA: 4% |
| Radar                | Publicada 06/05/2015 | Partido Nacional: 48%, Frente Amplio: 43%, Partido Colorado: 5%, Unidad Popular: 1%, en blanco o anulado: 2%, no sabe o no contesta: 1% | Carlos Moreira: 27%, Pablo Manitto: 15%, Ricardo Planchón: 4%, Indecisos PN: 2% | Darío Brugman: 29%, Jorge Mota: 12%, Indecisos FA: 2% |
| Radar                | Publicada 20/04/2015 | Partido Nacional: 44%, Frente Amplio: 41%, Partido Colorado: 7%, otros, en blanco o anulado: 2%, no sabe o no contesta: 6%              | Carlos Moreira: 23%, Pablo Manitto: 13%, Ricardo Planchón: 5%, Indecisos PN: 3% | Darío Brugman: 25%, Jorge Mota: 12%, Indecisos FA: 4% |
| Interconsult         | Publicada 13/04/2015 | Partido Nacional: 43%, Frente Amplio: 39%, Partido Colorado: 4%, otros, en blanco o anulado: 4%, no sabe o no contesta: 10%             | Carlos Moreira: 27%, Ricardo Planchón: 12%, Pablo Manitto: 4%                   | Jorge Mota: 20%, Darío Brugman: 19%                   |

### Durazno

#### Desarrollo
El intendente nacionalista Benjamín Irazábal puede tener su segunda chance. Aunque el ex intendente Carmelo Vidalin ya mostró su intención de postularse para el cargo.

#### Candidatos
| Elecciones municipales Durazno |                                                                          |                       |
| Candidato                      | Suplentes                                                                | Partido               |
| Martín Tierno                  | Margaret Alonso, Eduardo Ferreira, Diego Berón, Alberto Beguiristain     | Frente Amplio         |
| María Bocchiardo               | Raúl Licandro, Pablo Revello, María Scartaccini, Pablo Delgado           | Frente Amplio         |
| Carmelo Vidalín                | Jorge Reyna, José Pedro Rodríguez, Anabela Prieto, Mª del Rosario Morena | Partido Nacional      |
| Domingo Rielli                 | Felipe Algorta, Pablo Langone, Gabriela Inario, Inés Colina              | Partido Nacional      |
| Juan José Bruno                | Beatriz Pérez, Stella Merola, Yamandú Coirolo, Andrés González           | Partido Nacional      |
| Álvaro Acuña                   | Edgardo Lerena, Ana Benero, Dante Luzardo, Inmaculada Ramírez            | Partido Colorado      |
| Humberto Tambasco              | José Pedro Varela, Pabla Cabrera, Roberto Eiraldi, Natalia Giordano      | Partido Colorado      |
| Federico Arreiz                | Isabel Fernández, Rubén De Leon, Analissa Echenique, Ciro Siola          | Partido Independiente |
| Martín Barrero                 | Roberto Correa, Irma De Marsilio, Gustavo Dotta, Luis Zabaleta           | Unidad Popular        |

### Flores

#### Desarrollo
El intendente nacionalista Armando Castaingdebat, quien ya accediera al cargo en 2005, no puede ser reelecto. Fernando Echeverría se postula como candidato a sucederlo, al igual que el ex intendente Carlos Mazzulo, ambos del Partido Nacional.

#### Candidatos
| Elecciones municipales Flores |                                                                        |                  |
| Candidato                     | Suplentes                                                              | Partido          |
| María Magdalena Villamil      | Marcelo Rodríguez, Leonardo Valiente, Roberto Curbelo, Luciana Otheguy | Frente Amplio    |
| Ana Calzada                   | Martín Pedreira, Carlos Romero, Silvia Stawski, Natalia Torres         | Frente Amplio    |
| Fernando Echeverría           | Cristina Bidegain, Diego Irazabal, Yamile Legaspi, Victor Sánchez      | Partido Nacional |
| Carlos Mazzullo               | Daniel Iribarren, Silvia Sanabria, Jorge Mazzullo, Gerardo Hernández   | Partido Nacional |
| Claudio Aguilar               | Hugo Moreira, Teresa Álvarez, José Matonte, Luis Aguilar               | Partido Colorado |
| Walter Naddeo                 | Juan Maspoli, Rene Álvarez, María Virginia Soto, Horacio Bellini       | Partido Colorado |
| Joel Leal Pedreria            | Mario Giménez, Ana Caceres, Hugo González, Beatriz Bequio              | Unidad Popular   |

#### Encuestas de opinión
| Encuestas de opinión |                      | |
| Fuente               | Fecha                | Resultados por partido                                                                                              |
| Opción Consultores   | Publicada 01/04/2015 | Partido Nacional: 69%, Frente Amplio: 7%, Partido Colorado: 3%, en blanco o anulado: 2%, no sabe o no contesta: 19% |

### Florida

#### Desarrollo
El intendente nacionalista Carlos Enciso puede aspirar a un segundo mandato y cuenta con un gran apoyo.

#### Candidatos
| Elecciones municipales Florida |                                                                                  |                       |
| Candidato                      | Suplentes                                                                        | Partido               |
| Adriana Brescia                | Ruben Osorio, Enzo Machado, Emilia Panizzo, Julio Pereyra                        | Frente Amplio         |
| Juan Giachetto                 | Ariel Pisano, Amanda Della Ventura, Jaime Fuentes, Norma Serra                   | Frente Amplio         |
| Carlos Enciso                  | Guillermo López, Andrea Brugman, Oscar Arizaga, Dante Nogueira                   | Partido Nacional      |
| Ernesto Sánchez                | Germán Fierro, Alejandra Facciolo, Francisco Sanguinetti, Benigno Coito          | Partido Nacional      |
| Pablo Lanz                     | Nancy Vallarino, Guillermo Balestena, Daniel Martínez, Caroline Collins          | Partido Colorado      |
| Raúl Rodríguez Correa          | Carlos Fetter, María José Giménez, Milton Rodríguez, Julio Manulino              | Partido Independiente |
| Rómulo Rodríguez               | Miguel Ángel Fagian, María del Luján Rodríguez, Oscar Piedrabuena, Mirna Cardozo | Unidad Popular        |

#### Encuestas de opinión
| Encuestas de opinión |                      | |                                         |                                          |
| Fuente               | Fecha                | Resultados por partido | Resultados PN                           | Resultados FA                            |
| Interconsult         | Publicada 23/03/2015 | Partido Nacional: 44%, Frente Amplio: 37%, Partido Colorado: 7%, otros, en blanco o anulado: 2%, no sabe o no contesta: 10% | Carlos Enciso: 48%, Ernesto Sánchez: 1% | Juan Giachetto: 21%, Adriana Brescia: 9% |

### Lavalleja

#### Desarrollo
La intendenta nacionalista Adriana Peña (Alianza Nacional) anunció que será candidata a la reelección. Al mismo tiempo había anunciado su candidatura al Senado de la República junto al candidato vicepresidencial nacionalista Jorge Larrañaga, pero debido a que constitucionalmente tenía que renunciar a su cargo para ser candidata, y por tanto dejar el cargo de la intendencia a su suplente y principal rival Alfredo Villalba, la candidatura fue retirada. Su gestión ha sido muy cuestionada, debido a su relación con los partidos de oposición, así como el resultado de las obras edilicias llevadas a cabo por la Intendencia, muchas de las cuales no han sido concretadas. No obstante, dentro de las Listas 51 y 58 recibe gran adhesión.
Dentro del Partido Nacional quienes habían asegurado sus candidaturas de cara a las Elecciones Internas de 2014 fueron el exintendente Herman Vergara (Lista 71 y Lista 59- Herrerismo); el alcalde de José Pedro Varela (segunda ciudad más grande del Departamento), Darío Amaro (Lista 11 - Correntada Wilsonista); y el Doctor en Medicina Tomás Casas (Lista 30 - Herrerismo). También lo había hecho Alfredo Villalba, pero tras diferencias con sus compañeros de partido decidió dar un paso al costado a su candidatura. En los primeros días de diciembre de 2014, y a raíz el del enfrentamiento que Villalba mantiene con la Intendente Peña, se manejó el nombre del Abogado Mario García, Diputado por Lavalleja durante 2010 y 2015, y que fue reelecto para la próxima legislatura, como candidato para reemplazar a Adriana Peña por el sector Alianza Nacional. No obstante, el día 9 de febrero de 2015 Adriana Peña decidió dejar su cargo para ser candidata a la reelección, asumiendo finalmente Villalba la titularidad de la intendencia lavallejina.
Finalmente, la Convención Departamental del Partido Nacional proclamó como candidatos de su fuerza política a la actual intendenta Adriana Peña (con el apoyo de las listas 51 y 58), al exintendente Herman Vergara (con el apoyo de las listas 59 y 71), y al Doctor en Medicina Tomás Casas (con el apoyo de las listas 30 y 44).
El Frente Amplio consiguió en las elecciones del año 2010 gran adhesión, gracias a la candidatura del doctor Daniel Ximenez, director del Hospital de la ciudad. Se presenta como candidato único a la intendencia, puesto que recibe gran aprobación desde todos los sectores del Frente Amplio. Se trata de la primera vez que el Frente Amplio podría ganar las Elecciones Departamentales, puesto que la diferencia con el Partido Nacional, que ha gobernado históricamente al departamento, se redujo considerablemente en las Elecciones Nacionales y el Balotaje Presidencial del año 2014 El viernes 11 de diciembre de 2014 el Plenario Departamental del Frente Amplio en Lavalleja habilitó la candidatura de Ximenez, y se mostró abierto a habilitar otras candidaturas Finalmente en los últimos días de enero el Plenario del Frente Amplio de Lavalleja proclamó como candidato único a Daniel Ximénez, quien será acompañado por Álvaro Quintans, Ernesto Cesar, María Luz Morosoli y Julián Mazzoni como suplentes.
El Partido Colorado tenía como principales candidatos a inicios del año 2014 al empresario Alberto "Zurdo" Acosta (Lista 215 - PROBA - Batllistas de Ley), al edil Gustavo "Toto" Risso Singlán (Lista 321 - Batllistas de Ley), y el Contador Robert Bouvier (Lista 10 - Vamos Uruguay), quienes ya han participado en la contienda electoral a nivel departamental. No obstante, en las últimas semanas de diciembre tras la realización de la Conveción Departamental, se decidió cambiar el rumbo electoral de esta colectividad. Es entonces que se decidió pronunciar como candidato al joven edil Luis María Carresse, con el apoyo de la Lista 10 - Vamos Uruguay, y listas allegadas; y por otro lado Eduardo Velázquez, con el apoyo de la lista 321 de Gustavo Risso, entre otras.
En el Partido Independiente estará en la contienda Rut Sosa Mattos. Es la primera vez que participa como candidata por el Partido Independiente en Lavalleja. Tendrá como suplentes a Roberto Bergero, Elida De León, Andrés Rubilde y Aníbal Ichazo.
Por Unidad Popular el candidato en las Elecciones Departamentales será Efraín Chury Iribarne, acompañado como suplentes por Edison Ariel Ballardo, Miriam Raquel Sierra, Luis Eduardo Correa y Julio Noel Tellechea.

#### Candidatos
| Elecciones municipales Lavalleja |                                                                     |                       |
| Candidato                        | Suplentes                                                           | Partido               |
| Daniel Ximénez                   | Álvaro Quintans, Ernesto Cesar, María Luz Morosoli, Julián Mazzoni  | Frente Amplio         |
| Hermán Vergara                   | Alexandra Inzaurralde, Ignacio Lasarte, Andrea Aviaga, Darío Amaro  | Partido Nacional      |
| Tomás Casas                      | Sergio Urreta, Alicia Patrón, Hebert Rodríguez, Álvaro Rocha        | Partido Nacional      |
| Adriana Peña                     | Alejandro Giorello, Hugo Apolinario, Carlos Fabini, María Apecechea | Partido Nacional      |
| Luis María Carrese               | Robert Bouvier, Estela Machado, Oscar Guerra, Julio Cesar Sánchez   | Partido Colorado      |
| Rubén Velázquez                  | Mónica González, Edison Pereira, Carlos Correa, Betty Maidana       | Partido Colorado      |
| Rut Sosa                         | Roberto Bergero, Elida De León, Raúl Rubilde, Aníbal Ichazo         | Partido Independiente |
| Hipólito Chury                   | Edison Ballardo, Miriam Sierra, Luis Correa, Julio Tellechea        | Unidad Popular        |

#### Encuestas de opinión
| Encuestas de opinión |                      | |                                                         |                     |
| Fuente               | Fecha                | Resultados por partido | Resultados PN                                           | Resultados FA       |
| Interconsult         | Publicada 29/04/2015 | Partido Nacional: 49%, Frente Amplio: 29%, Partido Colorado: 7%, otros, en blanco o anulado: 5%, no sabe o no contesta: 10% | Adriana Peña: 33%, Hermán Vergara: 26%, Tomás Casas: 2% | Daniel Ximénez: 20% |

### Maldonado

#### Desarrollo
El intendente frenteamplista Óscar de los Santos no puede aspirar a un nuevo mandato. Los candidatos a la Intendencia por el Frente Amplio serán Darío Pérez, Pablo Pérez y Horacio Díaz.
En el Partido Nacional, los que aspiran al cargo son Rodrigo Blás, Enrique Antía y Martín Laventure, siendo el primero el candidato más firme según los resultados del 26 de octubre de 2014 con la lista más votada del departamento
Mientras que en el Partido Colorado, Jorge Schusman y Eduardo Elinger, son los candidatos del partido.
En el Partido Independiente y en Unidad Popular, eligieron a Elizabeth Rettich y a Carlos Pérez como candidatos por la Intendencia, respectivamente.

#### Candidatos
| Elecciones municipales Maldonado |                                                                            |                       |
| Candidato                        | Suplentes                                                                  | Partido               |
| Darío Pérez                      | Gerardo Viñales, Gloria Fuentes, Victor Madeiro, María de los Angeles Cruz | Frente Amplio         |
| Horacio Díaz                     | Gregorio Quintana, Juan Carlos Bayeto, Lourdes Ontaneda, Carlos Olivet     | Frente Amplio         |
| Pablo Pérez                      | Gustavo Salaberry, Mary Araujo, María del Carmen Salazar, Hebert Nuñez     | Frente Amplio         |
| Rodigo Blas                      | Enrique Baeza, Magdalena Zumarán, Álvaro Medeiros, Walter Camejo           | Partido Nacional      |
| Enrique Antía                    | Jesús Bentancor, Juan Roberto Chiachio, Dina Fernández, Miguel Ángel Plada | Partido Nacional      |
| Martín Laventure                 | Juan Salomon, Enrique Amorin, Isabel D'Avila, Juan Toranza                 | Partido Nacional      |
| Jorge Schusman                   | Francisco Sanabria, Bethy Molina, Moisés Salgado, Graciela Carbonaro       | Partido Colorado      |
| Eduardo Eligner                  | Sandra Pacheco, Pablo Carbonaro, Ivo Vida, Víctor Manuel de Vida           | Partido Colorado      |
| Elizabeth Retich                 | Felipe Besil, María Muslera, Juan Carlos Castro, Ruben Méndez              | Partido Independiente |
| Carlos Pérez                     | Carlos Laino, Daniel Fernández, Selva Partorini, Omar Toral                | Unidad Popular        |

#### Encuestas de opinión
| Encuestas de opinión |                      | |                                                                               |                                                                       |
| Fuente               | Fecha                | Resultados por partido | Resultados PN                                                                 | Resultados FA                                                         |
| Agesor               | Publicada 07/05/2015 | Partido Nacional: 45%, Frente Amplio: 40%, Partido Colorado: 9%, Otros, en blanco o anulado: 6%, no sabe o no contesta: 1%                             | Enrique Antía: 21%, Rodrigo Blás: 15%, Martín Laventure: 7%, indecisos PN: 1% | Darío Pérez: 24%, Pablo Pérez: 7%, Horacio Díaz: 5%, indecisos FA: 3% |
| Grupo Radar          | Publicada 07/05/2015 | Partido Nacional: 46%, Frente Amplio: 40%, Partido Colorado: 9%, Partido Independiente: 1%, en blanco o anulado: 2%, no sabe o no contesta: 2%         | Enrique Antía: 25%, Rodrigo Blas: 14%, Martín Laventure: 5%, indecisos PN: 2% | Darío Pérez: 25%, Pablo Pérez: 8%, Horacio Díaz: 5%, indecisos FA: 2% |
| Interconsult         | Publicada 23/04/2015 | Partido Nacional: 36%, Frente Amplio: 34%, Partido Colorado: 8%, Partido Independiente: 3%, otros, en blanco o anulado: 7%, no sabe o no contesta: 12% | Enrique Antía: 26%, Rodrigo Blas: 9%, Martín Laventure: 5%                    | Darío Pérez: 30%, Pablo Pérez: 3%, Horacio Díaz: 2%                   |
| Grupo Radar          | Publicada 21/04/2015 | Partido Nacional: 46%, Frente Amplio: 36%, Partido Colorado: 10%, otros, en blanco o anulado: 4%, no sabe o no contesta: 4%                            | Enrique Antía: 24%, Rodrigo Blas: 15%, Martín Laventure: 5%                   | Darío Pérez: 21%, Pablo Pérez: 6%, Horacio Díaz: 5%                   |

### Montevideo

#### Desarrollo
La capital está gobernada de manera ininterrumpida por el Frente Amplio desde 1990. En las elección departamental de 2010, el Frente Amplio perdió votos respecto a la anterior elección municipal de 2005. Los partidos opositores preparan sus estrategias de cara a estos comicios. En el propio Frente Amplio se reconoce que un gran problema es la gestión de los residuos urbanos.
Ya en 2012, en el Partido Nacional, Jorge Gandini anunció su intención de ser candidato. Por su parte, en el Partido Colorado, del sector Vamos Uruguay hubo tres interesados manifiestos en la candidatura: los diputados Fernando Amado y Aníbal Gloodtdofsky, y el dirigente Ney Castillo. En paralelo con estas proclamaciones, políticos colorados y blancos trabajaron en una alianza electoral común en Montevideo, con vistas a desplazar al Frente Amplio del gobierno. Con tal motivo se proclamó la creación del Partido de la Concertación, que competirá por primera vez en este ciclo electoral.
A fines de 2013, dos candidatos se presentaban con claridad:, estos candidatos habían sido Jorge Gandini y Ney Castillo. Los resultados de las elecciones internas pusieron en entredicho la capacidad de convocatoria de Jorge Gandini, y se barajaba la posibilidad de que se integre Sebastián Bauzá como candidato impulsado por Lacalle Pou. No obstante, Bordaberry le da su apoyo a Gandini, quien también recibe reconocimiento de Castillo.
Hasta la fecha, los precandidatos a las elecciones municipales en Montevideo son:
Frente Amplio:
- Lucía Topolansky, apoyada por el Espacio 609 - MPP, PCU (lista 1001), CAP-L, lista 711, Partido Socialista de los Trabajadores (lista 1968), lista 5005, FIDEL y Liga Federal
- Daniel Martínez, quien recibe el apoyo de Partido Socialista, Frente Líber Seregni , Vertiente Artiguista, Partido Obrero Revolucionario, Magnolia, Movimiento de Integración Aternativa, Ir y Alternativa Frenteamplista
- Virginia Cardozo, apoyada por Partido por la Victoria del Pueblo, Izquierda en Marcha e Independientes del Frente Amplio

Partido de la Concertación:
- Álvaro Garcé, representante del Partido Nacional
- Edgardo Novick, representantes independientes
- Ricardo Rachetti, representante del Partido Colorado

Partido Independiente:
- Iván Posada

Unidad Popular:
- Gustavo López

Partido Ecologista Radical Intransigente:
- Sergio Billiris

Partido de los Trabajadores:
- Andrea Revuelta

#### Candidatos
| Elecciones municipales Montevideo |                                                                         |                             |
| Candidato                         | Suplentes                                                               | Partido                     |
| Daniel Martínez                   | Oscar Curutchet, Fabiana Goyeneche, Christian Di Candia, Juan Canessa   | Frente Amplio               |
| Lucía Topolansky                  | Gustavo Leal, Juan Canessa, Paula Pellegrino, Oscar Curutchet           | Frente Amplio               |
| Virginia Cardozo                  | Daniel Esteves, Paula Pellegrino, Benjamín Nahoum, Gustavo Leal         | Frente Amplio               |
| Álvaro Garcé                      | Julia Farkas, Aldo Lamorte, Jorge Seré, Sebastián Bauzá                 | Partido de la Concertación  |
| Edgardo Novick                    | Elbio Acuña, Martina Capó, Laura Da Rosa, Sebastián Bauzá               | Partido de la Concertación  |
| Ricardo Rachetti                  | Carlos Mautone, Graciela Pérez, Nicanor Comas, Luis Hierro              | Partido de la Concertación  |
| Iván Posada                       | Francisco Gross, Denisse Vaillant, Marcos Israel, Juan Pablo Cajarville | Partido Independiente       |
| Gustavo López                     | Lucía Ituarte, Milton Rodríguez, Georges Maaiki, Héctor Morales         | Unidad Popular              |
| Sergio Billiris                   | Juan José Álvarez, Claudia Palavecino, Richard Álvarez, Sergio Siri     | PERI                        |
| Andrea Revuelta                   | Ismael Andino, Noemí Iraola, Alejandro Iglesias, Washington Perdomo     | Partido de los Trabajadores |

#### Encuestas de opinión
| Encuestas de opinión |                      | |                                                                                              |                                                                                                  |
| Fuente               | Fecha                | Resultados por partido | Resultados FA                                                                                | Resultados Concertación                                                                          |
| Agesor               | Publicada 07/05/2015 | Frente Amplio: 50%, Concertación: 40%, Partido Otros, blanco o anulado: 8%, no sabe/no contesta: 1%                                                        | Daniel Martínez: 28%, Lucía Topolansky: 21%, Virginia Cardozo: 1%                            | Edgardo Novick: 28%, Álvaro Garcé: 9%, Ricardo Rachetti 2%                                       |
| Radar                | Publicada 07/05/2015 | Frente Amplio: 52%, Concertación: 39%, Partido Independiente: 2%, Unidad Popular: 1%, PERI: 1%, blanco o anulado: 4%, no sabe/no contesta: 1%              | Daniel Martínez: 37%, Lucía Topolansky: 13%, Virginia Cardozo: 1%                            | Edgardo Novick: 21%, Álvaro Garcé: 14%, Ricardo Rachetti 3%                                      |
| Equipos              | Publicada 06/05/2015 | Frente Amplio: 56%, Concertación: 37%, Partido Independiente: 1%, Unidad Popular 1%, En blanco/anulado 5%                                                  | Daniel Martínez: 35%, Lucía Topolansky: 19%, Virginia Cardozo: 2%                            | Edgardo Novick: 18%, Álvaro Garcé: 16%, Ricardo Rachetti 3%                                      |
| Equipos              | Publicada 22/04/2015 | Frente Amplio: 55%, Concertación: 30%, Partido Independiente: 1%, En blanco/anulado 8%, no sabe/no contesta 6%                                             | Daniel Martínez: 36%, Lucía Topolansky: 18%, Virginia Cardozo: 2%                            | Edgardo Novick: 14%, Álvaro Garcé: 12%, Ricardo Rachetti 3%                                      |
| Interconsult         | Publicada 21/04/2015 | Frente Amplio: 53%, Concertación: 28%, Partido Independiente: 2%, Unidad Popular: 1%, En blanco/anulado 5%, no sabe/no contesta: 11%                       | Daniel Martínez: 34%, Lucía Topolansky: 20%, Virginia Cardozo: 1%                            | Álvaro Garcé: 14%, Edgardo Novick: 10%, Ricardo Rachetti: 2%                                     |
| Radar                | Publicada 16/04/2015 | Frente Amplio: 55.6%, Concertación: 33.8%, Unidad Popular: 1.6%, Partido Independiente: 1%, Otros: 0.7%, blanco o anulado: 4.6%, no sabe/no contesta: 2.9% | Daniel Martínez: 38.5%, Lucía Topolansky: 14.7%, Virginia Cardozo: 0.9%                      | Álvaro Garcé: 14.8%, Edgardo Novick: 14.4%, Ricardo Rachetti: 2.3%,                              |
| Cifra                | Publicada 15/04/2015 | Frente Amplio: 59%, Concertación: 26%, Partido Independiente: 2%, otros/no sabe: 13%                                                                       | Daniel Martínez: 36%, Lucía Topolansky: 21%, no sabe: 2%                                     | Álvaro Garcé: 12%, Edgardo Novick: 10%, Ricardo Rachetti: 2%, no sabe: 2%                        |
| Equipos              | Publicada 06/04/2015 | Frente Amplio: 56%, Concertación: 26%, Partido Independiente: 2%, Unidad Popular: 1%, En blanco/anulado 5%, Indecisos 10%                                  | Daniel Martínez: 34%, Lucía Topolansky: 25%, Virginia Cardozo: 1%                            | Álvaro Garcé: 13%, Edgardo Novick: 10%, Ricardo Rachetti 1%                                      |
| Factum               | Publicada 27/03/2015 | Frente Amplio: 58%, Concertación: 25%, Partido Independiente: 2%, Unidad Popular: 1%, otros/blanco/anulados/no sabe: 14%                                   | Daniel Martínez: 33%, Lucía Topolansky: 24%, Virginia Cardozo/No sabe: 1%                    | Álvaro Garcé: 14%, Edgardo Novick: 10%, Ricardo Rachetti/No sabe: 1%                             |
| Radar                | Publicada 24/03/2015 | Frente Amplio: 57%, Concertación: 29%, Partido Independiente: 2%, Unidad Popular: 1%, Otros: 1%, blanco o anulado: 4%, no sabe/no contesta: 6%             | Daniel Martínez: 37%, Lucía Topolansky: 16%, Virginia Cardozo: 1%, FA pero no sabe quién: 3% | Álvaro Garcé: 16%, Edgardo Novick: 6%, Ricardo Rachetti: 3%, Concertación pero no sabe quién: 4% |
| Interconsult         | Publicada 24/03/2015 | Frente Amplio: 52%, Concertación: 30%, Partido Independiente: 3%, otros: 4%, no sabe/no contesta: 11%                                                      | Lucía Topolansky: 25%, Daniel Martínez: 24%, Virginia Cardozo e indecisos: 3%                | Álvaro Garcé: 16%, Edgardo Novick: 9%, Ricardo Rachetti: 3%                                      |
| Opción Consultores   | Publicada 19/03/2015 | Frente Amplio: 49%, Concertación: 25%, Partido Independiente: 1%, blanco o anulado: 8%, indecisos: 16%                                                     | Daniel Martínez: 29%, Lucía Topolansky: 23%, Virginia Cardozo: 1%                            | Álvaro Garcé: 15%, Edgardo Novick: 6%, Ricardo Rachetti: 3%                                      |
| Equipos              | Publicada 18/03/2015 | Frente Amplio: 55%, Concertación: 29%, Partido Independiente: 1%, Unidad Popular: 1%, blanco o anulado: 6%, indecisos: 8%                                  | Daniel Martínez: 29%, Lucía Topolansky: 27%, Virginia Cardozo: 1%                            | Álvaro Garcé: 12%, Edgardo Novick: 9%, Ricardo Rachetti: 1%                                      |
| Equipos              | Publicada 10/03/2015 | Frente Amplio: 53%, Concertación: 29%, Partido Independiente: 1%, Unidad Popular: 1%, blanco o anulado: 6%, indecisos: 16%                                 | Lucía Topolansky: 29%, Daniel Martínez: 29%, Virginia Cardozo: 1%                            | Álvaro Garcé: 12%, Edgardo Novick: 5%, Ricardo Rachetti: 3%                                      |
| Cifra                | Publicada 4/03/2015  | Frente Amplio: 50%, Concertación: 19%, otros/no sabe: 31%                                                                                                  | Daniel Martínez: 31%, Lucía Topolansky: 15%, no sabe: 4%                                     | Álvaro Garcé: 10%, Edgardo Novick: 5%, Ricardo Rachetti: 2%, no sabe: 2%                         |
| Interconsult         | Publicada 17/02/2015 | Frente Amplio 51%, Concertación 31% | Lucía Topolansky 27%, Daniel Martínez 24%                                                    | Álvaro Garcé: 19%, Edgardo Novick: 8% y Ricardo Rachetti: 3%.                                    |
| Opción Consultores   | Publicada 05/02/2015 | Frente Amplio 47%, Concertación 14%, Partido Nacional 8%, Partido Colorado 2%, blanco o anulado 3%, no sabe/no contesta 26%                                | Daniel Martínez: 30%, Lucía Topolansky: 27%                                                  | Ney Castillo 12%, Álvaro Garcé 10%, Edgardo Novick 1%                                            |
| Equipos              | Publicada 1/12/2014  | Frente Amplio 47%, Partido Nacional 19%, Partido Colorado 6%, Concertación 4%, Otros 5%, Indecisos 19%                                                     |                                                                                              |                                                                                                  |

#### Municipios de Montevideo
Las elecciones de alcaldes concitaron la atención de la ciudadanía y los medios. En particular, dos municipios se caracterizaron por elegir alcaldes de la oposición (Partido de la Concertación):
- Municipio CH: Andrés Abt.
- Municipio E: Francisco Platero.

### Paysandú

#### Desarrollo
El intendente nacionalista Bertil Bentos, de Alianza Nacional, aspira a un segundo periodo.
El diputado colorado Walter Verri, de Vamos Uruguay, es un aspirante colorado. También se postula el exintendente frenteamplista Julio Pintos.

#### Candidatos
| Elecciones municipales Paysandú |                                                                         |                  |
| Candidato                       | Suplentes                                                               | Partido          |
| Juan José Domínguez             | Silvia Belvisi, Julio Amaro, Juan Gorosterrazú, Cecilia Bottino         | Frente Amplio    |
| Guillermo Caraballo             | Marco García, Mario Díaz, Mariela Coiro, Marcelo Romero                 | Frente Amplio    |
| Julio Miguel Pintos             | Luis Fernando Burjel, Silvia Ramírez, Carlos Damico, Roberto Ceriani    | Frente Amplio    |
| Bertil Bentos                   | Nicolás Olivera, María del Carmen Pereira, Mónica Peralta, Mary Zapata  | Partido Nacional |
| Daniel Arcieri                  | Miguel Otegui, Juan Camera, Cecilia Sena, Antonella Goyeneche           | Partido Nacional |
| David Dotti                     | Jorge Borsani, Diego Beceiro, Gianella Britos, Jorge Venturino          | Partido Nacional |
| Walter Verri                    | Didier Bernardoni, Olga Flores, Mauricio De Benedetti, Edgardo Quequín  | Partido Colorado |
| Dardo Costa                     | Martin Irrazabal, Ana Sofía Etchamendi, Mario Erramuspe, Ubaldo Gardiol | Partido Colorado |
| Washington Acuña                | Ricardo García, Martín Andrada, Rossana Andrada, Nelson Gutiérrez       | Unidad Popular   |

#### Encuestas de opinión
| Encuestas de opinión |                      | |                                                                                        |                                                                           |
| Fuente               | Fecha                | Resultados por partido | Resultados FA                                                                          | Resultados PN                                                             |
| Grupo Radar          | Publicada 05/05/2015 | Frente Amplio: 50%, Partido Nacional: 35%, Partido Colorado: 9%, Unidad Popular: 1%, en blanco o anulado: 2%, no sabe o no contesta: 3%    | Guillermo Caraballo: 28%, Julio Pintos: 10%, Juan José Domínguez: 9%, indecisos FA: 3% | Bertil Bentos: 27%, Daniel Arcieri: 5%, David Dotti: 2%, indecisos PN: 1% |
| Grupo Radar          | Publicada 18/04/2015 | Frente Amplio: 50%, Partido Nacional: 36%, Partido Colorado: 6%, Unidad Popular: 1%, en blanco o anulado: 4%, no sabe o no contesta: 3%    | Guillermo Caraballo: 27%, Julio Pintos: 10%, Juan José Domínguez: 7%, indecisos FA: 6% | Bertil Bentos: 21%, Daniel Arcieri: 6%, David Dotti: 5%, indecisos PN: 4% |
| Opción Consultores   | Publicada 15/04/2015 | Frente Amplio: 37%, Partido Nacional: 33%, Partido Colorado: 6%, Unidad Popular: 0.6%, en blanco o anulado: 9%, no sabe o no contesta: 14% |                                                                                        |                                                                           |

### Río Negro

#### Desarrollo
El intendente nacionalista Omar Lafluf no puede aspirar a un nuevo periodo, y evalúa postularse a diputado.

#### Candidatos
| Elecciones municipales Río Negro |                                                                                    |                       |
| Candidato                        | Suplentes                                                                          | Partido               |
| Oscar Terzaghi                   | Guillermo Levratto, Graciela Caceres, Marylin Mazzantti, Rodolfo Merello           | Frente Amplio         |
| Sergio Milessi                   | Pablo Ferreyra, Gerardo Valiero, Martha Nuñez, Irma Lust , Pablo Rodríguez Cabrera | Frente Amplio         |
| Pablo Delgrosso                  | Inés Long, Ruben Di Giovanni, Carlos Camelo, Horacio Prieto                        | Partido Nacional      |
| Hugo Hornos                      | Daniel Mañana, Carolina Elhordoy, Margarita Silvera, Nestor Dupont                 | Partido Nacional      |
| Marcos Batlle                    | Miguel Cheveste, Gabriel Galland, Romina Sanguinetti, Alfredo Gandulfo             | Partido Colorado      |
| Carlos Delfante                  | Álvaro Falcone, Fernando Arbiza, Mónica Daglio, Pelayo Amorin                      | Partido Colorado      |
| Jorge Lacava                     | Artigas Tomás Góngora, María Noelia Romero, Miguel Piñeiro, Rodrigo De León        | Partido Independiente |
| Miriam Bazán                     | Desiderio Campos, Delia Villalba, Gerardo Baccino, Álvaro Casal                    | Unidad Popular        |

#### Encuestas de opinión
| Encuestas de opinión |                      | |                                                            |                                                         |
| Fuente               | Fecha                | Resultados por partido | Resultados FA                                              | Resultados PN                                           |
| Agesor               | Publicada 07/05/2015 | Frente Amplio: 46%, Partido Nacional: 36%, Partido Colorado: 12%, otros, en blanco o anulado: 3%, no sabe o no contesta: 3%                            | Oscar Terzaghi: 22%, Sergio Milessi: 20%, indecisos FA: 4% | Pablo Delgrosso: 29%, Hugo Hornos: 5%, indecisos PN: 2% |
| Grupo Radar          | Publicada 04/05/2015 | Frente Amplio: 45%, Partido Nacional: 37%, Partido Colorado: 14%, Partido Independiente: 1%, en blanco o anulado: 2%, no sabe o no contesta: 1%        | Sergio Milessi: 22%, Oscar Terzaghi: 21%, indecisos FA: 2% | Pablo Delgrosso: 34%, Hugo Hornos: 2%, indecisos PN: 1% |
| Grupo Radar          | Publicada 23/04/2015 | Frente Amplio: 43%, Partido Nacional: 33%, Partido Colorado: 15%, Partido Independiente: 2%, otros, en blanco o anulado: 2%, no sabe o no contesta: 5% | Oscar Terzaghi: 25%, Sergio Milessi: 14%, indecisos FA: 4% | Pablo Delgrosso: 27%, Hugo Hornos: 3%, indecisos PN: 3% |
| Interconsult         | Publicada 23/04/2015 | Frente Amplio: 39%, Partido Nacional: 38%, Partido Colorado: 12%, Partido Independiente: 2%, otros, en blanco o anulado: 4%, no sabe o no contesta: 5% | Oscar Terzaghi: 25%, Sergio Milessi: 14%                   | Pablo Delgrosso: 32%, Hugo Hornos: 7%                   |

### Rivera

#### Desarrollo
El intendente colorado Marne Osorio se postuló a un segundo período. Resultó reelecto por una mayoría arrolladora.

#### Candidatos
| Elecciones municipales Rivera |                                                                            |                             |
| Candidato                     | Suplentes                                                                  | Partido                     |
| Aída Gonzalvez                | Rubenson Silva, Ramón Souza, María de las Mercedes Burastero, Ariel Protti | Frente Amplio               |
| Fabián Fontoura               | Ricardo Morales, Juan Iriondo, Laura Rodríguez, Ricardo Giorello           | Frente Amplio               |
| Néstor López Arezo            | Nadia Del Castillo, Ariel Valmaggia, Lucio Branca, Loren Tamara            | Frente Amplio               |
| Gerardo Amarilla              | José Luis Silveira, Henry López, Margarita Fos, César Cal                  | Partido Nacional            |
| Lilian Padern                 | Rafael Piaze, Eduardo Guadalupe, Marlene Duarte, Miguel Armand Ugon        | Partido Nacional            |
| Marne Osorio                  | Richard Sander, José Mazzoni, Alma Galup, Milton Gomes Soares              | Partido Colorado            |
| Mauricio González             | Gustavo Guedes, Marisa Fernández, Alma Paz, Heber Díaz                     | Partido Colorado            |
| Walter Machado                | Olga Sánchez, Antonio Oddone, Adolfo Cabrera, Walter Delco                 | Partido Colorado            |
| Leónidas Bayo                 | Lilian Eula de Assis, Fernando Ribeiro, Estela Goldaracena, Ramón Gómez    | Partido Independiente       |
| Diana Young                   | Fernando Espíndola, Patricia Carballo, Waldemar Ribeiro, Darío Díaz        | Unidad Popular              |
| Wilder Lacuesta               | Claudia Fleitas, Angela Cabrera, Enrique Ramos, Denilse Silveira           | Partido de los Trabajadores |

### Rocha

#### Desarrollo
El intendente frenteamplista Artigas Barrios no pudo aspirar a un nuevo periodo; asomaron como aspirantes a sucederlo el diputado Aníbal Pereyra (MPP), el socialista Darcy de los Santos y el exsecretario general de la intendencia Pilar Altez.

#### Candidatos
| Elecciones municipales Rocha | |                       |
| Candidato                    | Suplentes | Partido               |
| Milton Artemio Ibarra        | Alda Margarita Pérez, Darwin Marcelo Acevedo, Luis Horacio Hutton, Alfredo Rodríguez                            | Frente Amplio         |
| Pilar Daniel Altez           | Pablo Artigas Barrios, Mabel Piug Ubal, Roberto Mendez, Sergio Dardo Bonilla                                    | Frente Amplio         |
| Hector Aníbal Pereyra        | Flavia Coelho, Gabriel Tinaglini, Ruben Dario Lazo, Flora Alicia Vero                                           | Frente Amplio         |
| José Carlos Cardozo          | Blanca Repetto, José Luis Molina, Eilen Rodríguez, Esther Solana González                                       | Partido Nacional      |
| Carlos Tarabochia            | Feliciano Jesús González, Carlos Alberto Dianessi, Mariela Gómez, Roberto Antonio Uriarte                       | Partido Nacional      |
| Edgardo Ramon Saint Esteven  | Stella Jeanneth Puñales Brun, Rito Casio Jara Acosta, Gerardo Rafael De Leon, Laura Macarena Ferreira Pereyra   | Partido Colorado      |
| Omar Rodríguez Erreca        | Susana Grisel Altez Prieto, Walter Ruben Correa Pereyra, Alberto González Spalatto, Nelida Yudith Sánchez Feola | Partido Independiente |
| Enrique Jorge Razetti        | Alexis Ramiro Hernández, Sabrina Laborde, Ma. Rita Martínez, Ohovar Fernández                                   | Unidad Popular        |

#### Encuestas de opinión
| Encuestas de opinión |                      | |                                                                                                  |                                                                    |
| Fuente               | Fecha                | Resultados por partido | Resultados FA                                                                                    | Resultados PN                                                      |
| Grupo Radar          | Publicada 06/05/2015 | Frente Amplio: 45%, Partido Nacional: 43%, Partido Colorado: 5%, Unidad Popular: 3%, Partido Independiente: 1%, en blanco o anulado: 1%, no sabe o no contesta: 2% | Hector Anibal Pereyra: 23%, Pilar Daniel Altez: 16%, Milton Artemio Ibarra: 4%, indecisos FA: 2% | José Carlos Cardozo: 35%, Carlos Tarabochia: 8%                    |
| Grupo Radar          | Publicada 16/04/2015 | Frente Amplio: 45%, Partido Nacional: 43%, Partido Colorado: 3%, Unidad Popular: 3%, Partido Independiente: 1%, en blanco o anulado: 3%, no sabe o no contesta: 2% | Hector Anibal Pereyra: 23%, Pilar Daniel Altez: 16%, Milton Artemio Ibarra: 4%, indecisos FA: 2% | José Carlos Cardozo: 31%, Carlos Tarabochia: 11%, indecisos PN: 1% |

### Salto

#### Desarrollo
El intendente colorado Germán Coutinho puede aspirar a un segundo periodo

#### Candidatos
| Elecciones municipales Salto |                                                                             |                       |
| Candidato                    | Suplentes                                                                   | Partido               |
| Andrés Lima Proserpio        | Alejandro Novoa, Pablo Estévez, Sonia Rodríguez, Gustavo Chiriff            | Frente Amplio         |
| Ramón Soto                   | Andrés de la Iglesia, Marcela Azambuja, Arturo Arruabarrena, Pedro Carrara  | Frente Amplio         |
| Ramón Fonticiella            | Soledad Marazzano, Daniel Cattani, Juan Claudio Lagaxio, Rafael Di Donato   | Frente Amplio         |
| Lucía Minutti Reyes          | Carlos Gabriel Albisu, Gonzalo Gelpi, Adela Soto, José María Ubici          | Partido Nacional      |
| Germán Coutinho              | Eduardo Malaquina, María Cecilia Eguiluz, César Da Cunda, Marcelo Bistolfi. | Partido Colorado      |
| Roxana González              | Hugo Barla, Mario Orihuela, Jeanette Garaventa, Alejandro Campos            | Partido Colorado      |
| Marisel Calfani              | Carlos Izaguirre, Mirta Barreto, Pedro Gancherov, Teresa Barrios            | Partido Independiente |
| Darwin Monzón                | Hoover Rosa, Alba Curbelo, Jorge Gerez, Simona Weston                       | Partido Independiente |
| Juan Luis Ferreira           | Juan Andrés Roman, Fiorella Ferreira, Cristina Pedetti, Leonardo Sagradini  | Unidad Popular        |

#### Encuestas de opinión
| Encuestas de opinión |                      | |                                                                             |                                                             |
| Fuente               | Fecha                | Resultados por partido | Resultados FA                                                               | Resultados PC                                               |
| Agesor               | Publicada 07/05/2015 | Frente Amplio: 45%, Partido Colorado: 40%, Partido Nacional: 8%, Otros, en blanco o anulado: 3%, no sabe o no contesta: 1%                     | Andres Lima: 21%, Ramón Soto: 14%, Ramón Fonticiella: 10%, indecisos FA: 3% | Germán Coutinho: 37%, Roxana González: 3%                   |
| Grupo Radar          | Publicada 07/05/2015 | Frente Amplio: 46%, Partido Colorado: 45%, Partido Nacional: 4%, Partido Independiente: 1%, en blanco o anulado: 2%, no sabe o no contesta: 2% | Andres Lima: 17%, Ramón Soto: 13%, Ramón Fonticiella: 12%, indecisos FA: 4% | Germán Coutinho: 40%, Roxana González: 5%                   |
| Interconsult         | Publicada 28/04/2015 | Frente Amplio: 40%, Partido Colorado: 39%, Partido Nacional: 10%, otros, en blanco o anulado: 2%, no sabe o no contesta: 9%                    | Andres Lima: 17%, Ramón Fonticiella: 16%, Ramón Soto: 4%,                   | Germán Coutinho: 39%, Roxana González: 1%                   |
| Grupo Radar          | Publicada 18/04/2015 | Frente Amplio: 46%, Partido Colorado: 44%, Partido Nacional: 4%, Partido Independiente: 1%, en blanco o anulado: 2%, no sabe o no contesta: 3% | Andres Lima: 17%, Ramón Soto: 13%, Ramón Fonticiella: 11%, indecisos FA: 5% | Germán Coutinho: 40%, Roxana González: 3%, indecisos PC: 1% |

### San José

#### Desarrollo
El intendente nacionalista José Luis Falero puede aspirar a un segundo periodo. También es posible que vuelva a postularse el histórico dirigente Juan Chiruchi.

#### Candidatos
| Elecciones municipales San José |                                                                                |                       |
| Candidato                       | Suplentes                                                                      | Partido               |
| Walter Oliveira                 | Delia Rodríguez, Luis Reyes, Ana Gabriela Fernández, Oscar López               | Frente Amplio         |
| José Luis Falero                | Carlos Daniel Camy, Ana Bentaberri, Pedro Bidegain, Erwin Klaassen             | Partido Nacional      |
| Alfredo Lago                    | Mary Braga, Ramón Trabal, Aníbal Doglio, Ariel Gaione                          | Partido Colorado      |
| Luis Noya                       | Julio Bonansea, Eduina Gadea, Alejandro Fernández, Marcelo Trías               | Partido Independiente |
| Darío Camilo                    | Alejandro Sesser, Rossana Grisel Sosa, Mario A. Grasso Hernández, Lorena Reyes | Unidad Popular        |

#### Encuestas de opinión
| Encuestas de opinión |                      | |                       |                      |
| Fuente               | Fecha                | Resultados por partido | Resultados PN         | Resultados FA        |
| Interconsult         | Publicada 23/04/2015 | Partido Nacional: 41%, Frente Amplio: 33%, Partido Colorado: 3%, Partido Independiente: 2%, otros, en blanco o anulado: 5%, no sabe o no contesta: 17% | José Luis Falero: 41% | Walter Oliveira: 33% |

### Soriano

#### Desarrollo
El intendente nacionalista Guillermo Besozzi, quien accediera al cargo en 2005, no pudo aspirar a un nuevo periodo. De acuerdo al comportamiento electoral en los últimos años, la disputa estuvo centrada en la interna nacionalista, que fue disputada por el candidato nacionalista Gustavo Lapaz, Intendente electo por dos períodos consecutivos 1995-2005 y senador de la República 2005-2010, y el candidato de Alianza Nacional Bascou.

#### Candidatos
| Elecciones municipales Soriano |                                                                            |                  |
| Candidato                      | Suplentes                                                                  | Partido          |
| Fernando Cabezudo              | Ramón Mastandrea, Aída Sabaris, Cecilia Acosta, Juan Bava                  | Frente Amplio    |
| Jorge Cardona                  | Ramón Mastandrea, Nerina Bionda, Betina Piñeyro, Guillermo Rodríguez       | Frente Amplio    |
| Agustín Bascou                 | Carlos Aunchayna, María Fajardo, Mariano Rodríguez, Dolores Imas           | Partido Nacional |
| Gustavo Lapaz                  | Leopoldo Hirschy, María Manuela Eugui, Angel Dailoy, Pablo Dagnino.        | Partido Nacional |
| José Amy                       | Alberto Tornielli, Alejandra Besson, Ma. Rosa Melazzi, Luz Marina Carbajal | Partido Colorado |
| Sergio Guastavino              | Pascal Saizar, Marisabel Tourn, Agustín Gramajo, Oscar Rodríguez           | Partido Colorado |
| Raúl Perdomo                   | Julio Javier Rodríguez, Raquel San Román, Mario Moreira, Horacio Zefferino | Unidad Popular   |

#### Encuestas de opinión
| Encuestas de opinión |                      | |                                                           |                                                              |
| Fuente               | Fecha                | Resultados por partido | Resultados PN                                             | Resultados FA                                                |
| Agesor               | Publicada 07/05/2015 | Partido Nacional: 50%, Frente Amplio: 31%, Partido Colorado: 11%, otros, en blanco o anulado: 3%, no sabe o no contesta: 5% | Agustín Bascou: 28%, Gustavo Lapaz: 20%                   | Fernando Cabezudo: 15%, Jorge Cardona: 12%                   |
| Interconsult         | Publicada 28/04/2015 | Partido Nacional: 58%, Frente Amplio: 27%, Partido Colorado: 3%, otros, en blanco o anulado: 5%, no sabe o no contesta: 7%  | Agustín Bascou: 38%, Gustavo Lapaz: 21%                   | Fernando Cabezudo: 18%, Jorge Cardona: 8%                    |
| Grupo Radar          | Publicada 25/04/2015 | Partido Nacional: 51%, Frente Amplio: 32%, Partido Colorado: 11%, otros, en blanco o anulado: 3%, no sabe o no contesta: 3% | Agustín Bascou: 30%, Gustavo Lapaz: 20%, indecisos PN: 1% | Fernando Cabezudo: 13%, Jorge Cardona: 11%, indecisos FA: 8% |

### Tacuarembó

#### Desarrollo
El intendente nacionalista Wilson Ezquerra, quien ya accediera al cargo en 2005, no puede postularse a un nuevo mandato. Es posible que vuelva a postularse el exintendente Eber da Rosa, de Alianza Nacional.

#### Candidatos
| Elecciones municipales Tacuarembó | |                  |
| Candidato                         | Suplentes | Partido          |
| Lula Esquivo                      | Eduardo Puentes, Analia Casco, Walter Sánchez, Daniel Narez                                                           | Frente Amplio    |
| Edgardo Rodríguez                 | Sonia Benítez, Oscar Brocco, Analia Rivas, Jesús Adrian Cuadro                                                        | Frente Amplio    |
| Ricardo Rosano                    | Milton Vera, Carolina Sánchez, Juan Carlos Rodríguez, Nhelis Campos                                                   | Frente Amplio    |
| Eber da Rosa                      | José Omar Menendez, Greisy Araujo, José Mattos Correa, Lila de Lima                                                   | Partido Nacional |
| José Luis Alfredo De Mattos       | Narcio López Formoso, Fernando Aguilar Machado, Ihara Sosa Pereira, Ignacio Borad Texidor                             | Partido Nacional |
| Roberto Castellano Christy        | Ma. Cristina García Montaner, Séptimo Balsamo, Armando Abel Rodríguez, Darsí Méndez Sosa                              | Partido Colorado |
| Washington Aníbal Madrid Pintos   | Edison Máximo Donadio, Angela González, Wilmar Torres, Carlos Molina                                                  | Partido Colorado |
| Jorge Wellington del Pino Godoy   | Celika Margot Rodríguez Machin, José Antonio Echenagusia Gauna, Gonzalo Mathías Machado Martínez, Hilton Welt Alfonso | Unidad Popular   |

#### Encuestas de opinión
| Encuestas de opinión |                      | |                                          |                                                                |
| Fuente               | Fecha                | Resultados por partido | Resultados PN                            | Resultados FA                                                  |
| Interconsult         | Publicada 29/04/2015 | Partido Nacional: 50%, Frente Amplio: 30%, Partido Colorado: 10%, otros, en blanco o anulado: 5%, no sabe o no contesta: 5% | Eber da Rosa: 36%, José Luis Mattos: 15% | Edgardo Rodríguez: 14%, Rudyard Esquivo: 9%, Ricardo Rosano 5% |

### Treinta y Tres

#### Desarrollo
El intendente nacionalista Dardo Sánchez Cal, de Alianza Nacional, aspira a ser reelecto.

#### Candidatos
| Elecciones municipales Treinta y Tres |                                                                                     |                  |
| Candidato                             | Suplentes                                                                           | Partido          |
| Mario Motta                           | Pablo Coelho, Marcos Abude, Gabriela Mier, Aroldo Pimienta                          | Frente Amplio    |
| Ana Palacio                           | Nino Medina, Susana Vinay, Romeo Rubén Franco, Isidro Barneche                      | Frente Amplio    |
| Eduardo Martínez                      | Gustavo Domínguez, Carlos Facet, Maria Echenique, Néstor Cabana                     | Frente Amplio    |
| Dardo Sánchez Cal                     | Ramón Da Silva Almenar, Elías Fuentes, Elisa Sanguinetti, Pablo Manini Rios Stratta | Partido Nacional |
| Mario Silvera                         | Pedro Orlando Lemes, Maria Soca, Alejandro Silveira, Iris Arnaud                    | Partido Nacional |
| Rubén Darío Becerra                   | Carlos Vigano, Elia Lenu, Maria Lucía Kapek, Julio Pereira                          | Partido Colorado |
| Aníbal Terán                          | Andrés Rava, Cristina Nuñez, Sergio Castro, Elvio Saravia                           | Unidad Popular   |

#### Encuestas de opinión
| Encuestas de opinión |                      | |                                                          |                                                                          |
| Fuente               | Fecha                | Resultados por partido | Resultados PN                                            | Resultados FA                                                            |
| Interconsult         | Publicada 29/04/2015 | Partido Nacional: 59%, Frente Amplio: 29%, Partido Colorado: 3%, otros, en blanco o anulado: 5%, no sabe o no contesta: 4%              | Dardo Sánchez: 35%, Mario Silvera: 21%                   | Mario Motta: 22%, Eduardo Martínez: 3%, Ana Palacio 1%                   |
| Grupo Radar          | Publicada 25/04/2015 | Partido Nacional: 52%, Frente Amplio: 38%, Partido Colorado: 3%, Unidad Popular: 1%, en blanco o anulado: 4%, no sabe o no contesta: 2% | Dardo Sánchez: 27%, Mario Silvera: 23%, indecisos PN: 2% | Mario Motta: 22%, Eduardo Martínez: 7%, Ana Palacio 5%, indecisos FA: 4% |

## Asunción de autoridades
Los Intendentes, Ediles y Alcaldes elegidos en las Elecciones Departamentales del 10 de mayo de 2015, asumirán sus cargos el 9 de julio.